# Ruta 66 (revista)
Ruta 66 es una veterana revista musical española especializada en música rock y derivados de este: rock and roll clásico, punk, garage rock, power pop, country rock, etc. Su periodicidad es mensual. Editan once números al año, siendo el de julio-agosto de más contenidos que los números mensuales.
Su primer número (n.º cero) se editó en octubre de 1985, y ha permanecido en los quioscos hasta ahora.
Sus directores y fundadores son Ignacio Juliá y Jaime Gonzalo, críticos veteranos de otras revistas musicales (Star, Vibraciones, Rock Espezial o Rockdelux). En 2007 la revista pasó a una nueva época: comenzaron a editarla en color (hasta entonces sus páginas interiores eran en blanco y negro) y se estableció una junta directiva de varias personas: Ignacio y Jaime como directores, Jorge Ortega y Alfred Crespo como directores editoriales y Luis Celeiro como administrador.

Comenzaron entonces a colaborar en la revista críticos musicales como Jesús Ordovás o Diego Manrique.
En el año 2004 se fundó Ruta 66 Records, aunque la aventura tuvo una corta vida y sólo llegaron a publicar tres referencias, RNE European Pop Jury 1975 (R66PEN001, 2004), de Burning, Birth 7" (R66PEN002, 2004), de Chico Boom (ex Señor No) y American Stories Part 2 (R66PEN003, 2005), de Elliott Murphy, todos ellos en formato de vinilo de 7" (en el caso de Burning era un doble 7"). 